# Sergueï Sosnovski
Sergueï Sosnovski (ou Sergei Sosnovski ou Сяргей Сасноўскі en biélorusse) est un footballeur international biélorusse né le 14 août 1981 à Minsk (Biélorussie). Il évolue comme défenseur au FK Minsk et en équipe de Biélorussie de football.

## Équipe nationale
Sergueï Sosnovski commence sa carrière internationale le 1er avril 2009, lors d'un match face au Kazakhstan.
17 sélections et 0 but avec la Biélorussie depuis 2009.

## Palmarès

### Collectif
- Avec le BATE Borissov :
  - Champion de Biélorussie en 2008, 2009 et 2010.
  - Vainqueur de la Coupe de Biélorussie en 2010.
  - Vainqueur de la Supercoupe de Biélorussie en 2010.
- Avec le FK Minsk :
  - Vainqueur de la Coupe de Biélorussie en 2013.